# وولچی راکیت
وولچی راکیت (به لاتین: Volchy Rakit) یک منطقهٔ مسکونی در روسیه است که در سرزمین آلتای واقع شده‌است.